# Lucien Barbarin

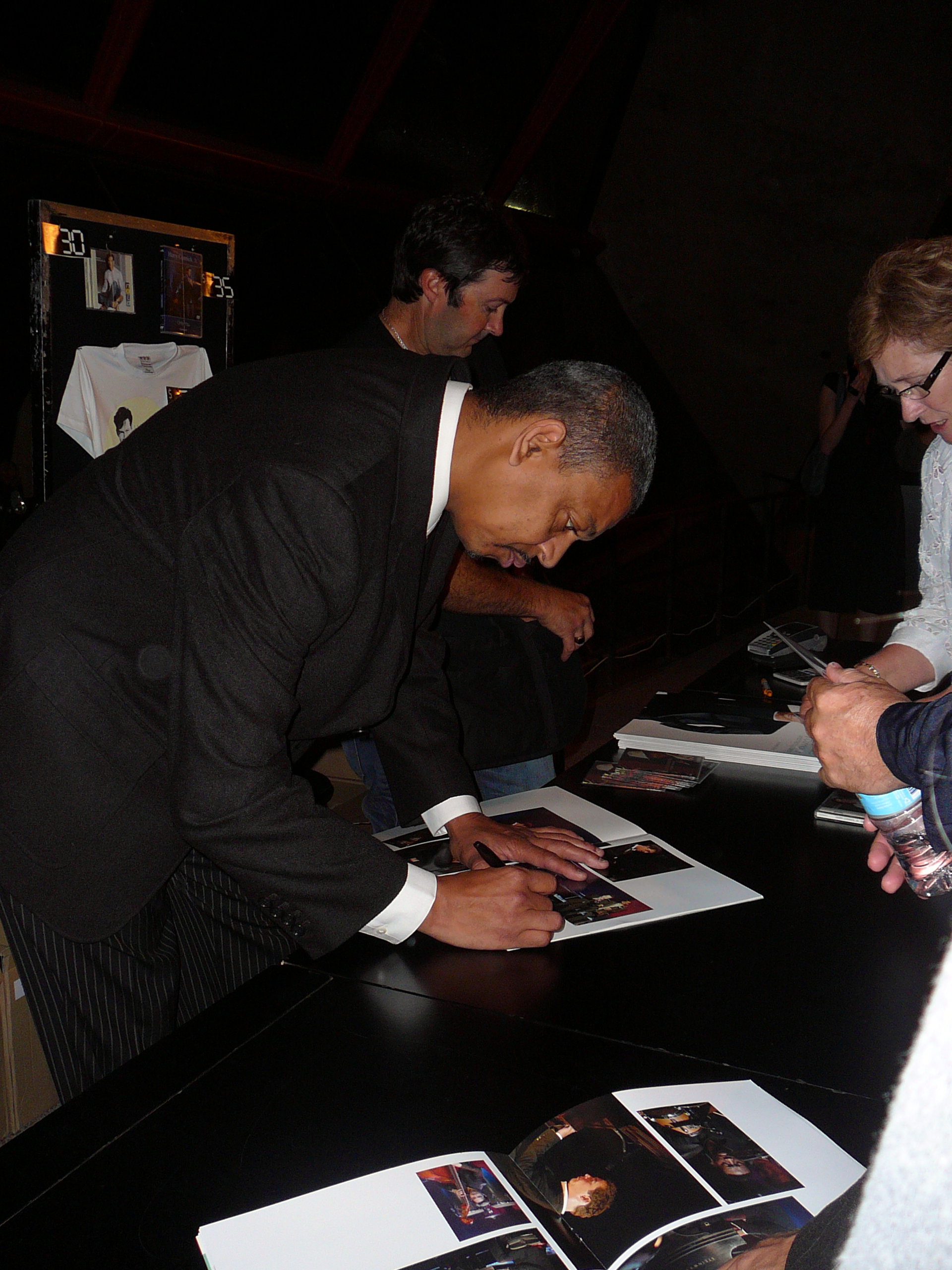
Lucien Barbarin gibt Autogramme im Sydney Opera House nach einem Konzert mit Harry Connick Jr.

Lucien Joseph Barbarin Sr. (* 17. Juli 1956 in New Orleans; † 30. Januar 2020) war ein US-amerikanischer Posaunist des Dixieland und Traditional Jazz in New Orleans.

## Leben und Wirken
Barbarin stammte aus einer bekannten Jazzmusiker-Familie in New Orleans (beginnend mit seinem Urgroßvater Isidore Barbarin). Bereits mit sechs Jahren spielte er Schlagzeug in der Onward Brass Band seines Großonkels Paul Barbarin. Er lernte in der Schule zunächst Baritonhorn und Tuba, bevor er zur Posaune kam. Nach dem Tod seines Onkels betätigte er sich in R&B-Bands; nach Einladung zu einem Gig durch den Schlagzeugers Albert June Gardner wandte er sich dem traditionellen Jazz zu. Mit 15 Jahren spielte er mit Danny Barker, mit dem er ebenfalls verwandt ist, in der Fairview Baptist Christian Church Band.
Barbarin tourte unter anderem mit der Preservation Hall Jazz Band (regelmäßig ab Anfang der 1980er Jahre) und mit Harry Connick Jr. und nahm mit diesem auf und zum Beispiel mit der Marsalis Family (A Jazz Celebration) und mit Wynton Marsalis, zu hören auf Mr. Jelly Lord - Standard Time Vol. 6 und Unforgiveable Blackness. Er nahm auch unter eigenem Namen auf (zum Beispiel Trombone Tradition, Jazz Connaisseur 2017, mit dem Henri Chaix Trio, Jazz at the Palm Court, GhB 2000).
Daneben spielte Barbarin unter anderem mit Dianne Reeves, Doc Cheatham, Nicholas Payton, Jay McShann, der Tuxedo Brass Band,  Lionel Hampton, Steve Turre, Don Vappie, Leroy Jones, Dr. Michael White, der Maryland Jazz Band und Kermit Ruffins. Im Bereich des Jazz war er laut Tom Lord zwischen 1975 und 2013 an 44 Aufnahmesessions beteiligt, u. a. auch mit Wallace Davenport, Lars Edegran und Wendell Brunious. Er trat nicht nur auf dem New Orleans Jazz and Heritage Festival, sondern auf zahlreichen internationalen Jazzfestivals auf wie dem North Sea Jazz Festival, Montreux Jazz Festival und Nice Jazz Festival.

## Diskographische Hinweise
- Lucien Barbarin and The Palm Court Swingsters: Little Becomes Much (Jazz At The Palm Court Vol. 3) (1999)